# TV-arkivet
TV-arkivet är en arkivinstitution på Sveriges Television på Gärdet i Stockholm. Det innehåller miltals film som är sökbar, då Sveriges Television digitaliserat sin kortkatalog. 

## Lagringspolicy
Sveriges Television lagrade under 1960- och 1970-talen allt egenproducerat på band, undantaget live-program. Av dessa sparades 70 procent då bandkostnaden var hög (cirka 1000 kr per band). Det är också anledningen till att man haft en lagringskommitté som beslutat om vilka program som skall sparas eller ej. Från och med 1979 sparas alla tv-program till eftervärlden på Arkivet för ljud och bild (som senare ändrade namn till Statens Ljud- och Bildarkiv). Alla dagars sändningar kopieras i en återutsändningsbar kopia samt en vhs-kopia till detta arkiv. Sveriges Television beställer ibland tillbaka band som de själva inte har sparat.